# Paludibaculum
Paludibaculum es un género de bacterias gramnegativas de la familia Bryobacteraceae. Actualmente (2024) contiene una sola especie: Paludibaculum fermentans. Fue descrito en el año 2014. Su etimología hace referencia a humedal. El nombre de la especie hace referencia a fermentación. Es anaerobia facultativa e inmóvil. Crece de forma individual, en parejas o cadenas cortas. Tiene un tamaño de 0,4-0,6 μm de ancho por 2-9 μm de largo. Catalasa positiva y oxidasa negativa. Forma colonias circulares e incoloras. Temperatura de crecimiento entre 4-35 °C, óptima de 20-28 °C. Es sensible a ampicilina, cloranfenicol, estreptomicina, novobiocina y gentamicina. Resistente a lincomicina, kanamicina y neomicina. Tiene un genoma de 9,53 Mpb y un contenido de G+C de 60,5%. Se ha aislado de humedales en la isla Valaam, Karelia, Rusia. 